# Orlando Lightfoot
Orlando Lamonte Lightfoot  (* 4. Dezember 1974) ist ein ehemaliger US-amerikanischer Basketballspieler.

## Leben
Orlando Lightfoot spielte als Jugendlicher Basketball an der Chattanooga High School im US-Bundesstaat Tennessee sowie anschließend am Hiwassee Junior College. Zwischen 1991 und 1994 gehörte der zwei Meter große Flügelspieler zur Mannschaft der University of Idaho in der ersten NCAA-Division. In sämtlichen drei Jahren in Idaho erzielte er pro Saison jeweils einen Punktedurchschnitt von mehr als 20 je Begegnung, seinen Höchstwert verbuchte er 1993/94, als er auf 25,4 Punkte pro Partie kam. Mit 2102 erzielten Punkte setzte er sich an die Spitze der ewigen Korbjägerliste der Hochschulmannschaft. 1993 brachte er es in einem Spiel auf 50 Punkte und stellte damit ebenfalls eine Bestmarke der University of Idaho auf. 1993 und 1994 wurde Lightfoot als Spieler des Jahres der Big Sky Conference ausgezeichnet. 2008 wurde er als Anerkennung für seine sportlichen Erfolge in die Sportler-Ruhmeshalle der Hochschule aufgenommen.
Trotz seiner herausragenden Statistiken wurde der Flügelspieler beim Draftverfahren der NBA im Jahr 1994 von keiner Mannschaft ausgewählt, trainierte aber anschließend bei den Los Angeles Clippers mit, wurde aber vor dem Saisonbeginn aus dem Kader gestrichen. Lightfoot verließ die Vereinigten Staaten, spielte bei Olympia Verdo Tuerto in Argentinien und in der Saison 1994/95 für neun Spiele (16,8 Punkte/Partie) auch beim französischen Erstligisten Le Mans. Nachdem er eine Knieverletzung auskuriert hatte, trumpfte der US-Amerikaner im schweizerischen Genf in der Saison 1995/96 mit einem Punkteschnitt von 27,3 pro Begegnung auf, 1996/97 spielte er dann bei Echo Houthalen in Belgien. Während des Spieljahres 1997/98 stand er bei Versoix (Schweiz) unter Vertrag und dann 1998/99 wiederum bei Echo Houthalen.
1999 wechselte Lightfoot nach Braunschweig in die Basketball-Bundesliga nach Deutschland, dort brachte er es im Spieljahr 1999/2000 in 26 Partien auf 21,9 Punkte je Begegnung, zudem sammelte er pro Partie im Schnitt 6,9 Rebounds ein. Er traf 84 seiner 194 Dreipunktwürfe, was einer guten Erfolgsquote von 43,3 Prozent entsprach. In der Saison 2000/01 gehörte er ebenfalls zur Braunschweiger Mannschaft. Die Niedersachsen gerieten in wirtschaftliche Schwierigkeiten, Lightfoot verließ Braunschweig nach 15 Saisonspielen (16,4 Punkte/Partie) und wechselte im Februar 2001 zur mallorquinischen Mannschaft Drac Inca in die zweite Liga Spaniens.
Im August 2001 wurde der als treffsicherer Distanzschütze bekannte Flügelspieler von Herzogtel Trier verpflichtet, kehrte somit in die Bundesliga zurück. In 35 Bundesliga-Einsätzen in den Farben der Moselaner kam Lightfoot 2001/02 auf durchschnittlich 18,2 Punkte sowie 8,1 Rebounds je Begegnung und erreichte mit Trier wie in seinem ersten Braunschweiger Jahr die Bundesliga-Meisterrunde. In der Saison 2002/03 stand der Amerikaner beim libanesischen Verein Antranik unter Vertrag, verließ die Mannschaft jedoch aus Sicherheitsgründen, als die US-Streitkräfte begannen, militärisch im Irak vorzugehen.
Im Spieljahr 2003/04 stand Lightfoot in Diensten des österreichischen Bundesligisten BSC Raiffeisen Panthers Fürstenfeld und erzielte 24,9 Punkte je Begegnung, 2004/05 spielte er in den Niederlanden bei Bergen op Zoom (17,7 Punkte/Partie). Im November 2005 wurde er vom schwedischen Erstligisten Jämtland Basket unter Vertrag genommen. In seinem ersten Spiel für Jämtland erzielte Lightfoot auf Anhieb 36 Punkte (darunter zehn getroffene Dreipunktwürfe) und erreichte in Schweden einen Punkteschnitt von 23,9 je Begegnung. Im Frühjahr 2006 verließ er Schweden in Richtung von Avanti Mondorf (Luxemburg), kehrte aber zur Saison 2006/07 zu Jämtland Basket zurück. Dort erzielte Lightfoot in seinem letzten Spieljahr als Berufsbasketballer in 27 Einsätzen im Schnitt 20,8 Punkte je Begegnung.
Er kehrte in die Vereinigten Staaten zurück und arbeitete als Angestellter eines Fuhrunternehmens, ehe er 2014 in Chattanooga als Kinder- und Jugendpfleger tätig wurde.